# Марлборо Вилиџ (Мериленд)
Марлборо Вилиџ (енгл. Marlboro Village) насељено је место без административног статуса у америчкој савезној држави Мериленд.

## Демографија
По попису из 2010. године број становника је 9.438.
| Група             | 2000.    | 2010.         |
| Белци             | 0 (0,0%) | 598 (6,3%)    |
| Афроамериканци    | 0 (0,0%) | 8.278 (87,7%) |
| Азијати           | 0 (0,0%) | 86 (0,9%)     |
| Хиспаноамериканци | 0 (0,0%) | 366 (3,9%)    |
| Укупно            | 0        | 9.438         |